# Raja Pervaiz Ashraf
Raja Pervaiz Ashraf (in Urdu: راجہ پرویز اشرف) (Sanghar, 26 dicembre 1950) è un politico pakistano.

## Biografia
Fu Primo ministro del Pakistan dal 22 giugno 2012 al 25 marzo 2013.